# Le Journal du séducteur (roman)
Pour les articles homonymes, voir Journal du séducteur.

Le Journal du séducteur (Forförerens Dagbog) est un roman du philosophe et écrivain danois Søren Kierkegaard, publié en 1843. Il s'agit en réalité d'une partie de l'ouvrage Ou bien... ou bien.

## Synopsis
Présenté dans un abyme (le roman est en fait constitué d'un journal intime lu par le narrateur du roman, lequel narrateur n'intervient personnellement que très peu), l'ouvrage raconte la séduction d'une jeune fille par un séducteur expérimenté, dont toutes les ruses, les méandres de la pensée nous sont en cette occasion dévoilés.
L'histoire en est empruntée à celle de l'auteur, la Cordélia du roman pouvant représenter la jeune fille que Kierkegaard aimait avant leur rupture mystérieuse, Régine Olsen, tandis que le héros pourrait très bien n'être que Kierkegaard lui-même, auquel cas l'œuvre, en plus d'être un roman existentialiste, pourrait être perçue comme une apologie par la diabolisation et le dénigrement de l'auteur par lui-même.

## Adaptation
Un film intitulé Le Journal du séducteur (1996), qui s'inspire du livre, a été réalisé par Danièle Dubroux.